# Kamenac
Kamenac (ugriska: Kő) är en ort i Kroatien.   Den ligger i länet Baranja, i den östra delen av landet, 210 km öster om huvudstaden Zagreb. Kamenac ligger 119 meter över havet och antalet invånare är 177.
Terrängen runt Kamenac är platt. Runt Kamenac är det ganska tätbefolkat, med 108 invånare per kvadratkilometer. Närmaste större samhälle är Beli Manastir, 7,9 km väster om Kamenac. Trakten runt Kamenac består till största delen av jordbruksmark.